# Accord de réparations entre l'Allemagne fédérale et Israël (1952)

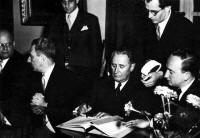
Nahum Goldman signant le « Traité de réparations entre Israël et l'Allemagne de l'Ouest » en 1952.

L'Accord de réparations entre la République fédérale d'Allemagne et Israël (aussi dit Agrément de Luxembourg, (he) הסכם השילומים, "Accord d'indemnisation") est un traité international signé le 10 septembre 1952. 
Ce traité engageait l'Allemagne fédérale à payer à l'État d'Israël les frais de réinstallation en Israël d'un grand nombre de réfugiés juifs, déracinés et démunis du fait des persécutions nazies et de la guerre conduite par l'Allemagne, et d'autre part à indemniser via la Conférence sur les réclamations matérielles juives les personnes ayant subi des préjudices en termes de perte de moyens de subsistance et de biens confisqués.
Les millions de tués dans les camps d'extermination et par les Einsatzgruppen n'ont pas fait l'objet de négociation ni de réparation ni ne sont mentionnés dans le traité.

## Négociation
Ce traité de réparation est un acte économique et politique unique, parce qu'il n'est pas une obligation imposée de force par un pays victorieux, mais qu'il a été librement négocié, et même par deux États qui n'avaient pas établi de relations diplomatiques.
En octobre 1950, les gouvernements des États-Unis, de Grande-Bretagne et de France notifient 54 pays, dont Israël, en vue de mesures légales pour mettre fin à l'état de guerre avec l'Allemagne. En janvier 1951, Israël répond n'être pas en mesure d'en proposer, mais réserve le droit d'introduire une demande au nom des Juifs persécutés sous Hitler. En mars, une telle demande est présentée, d'un montant de 1,5 milliard de dollars : pour le « massacre gigantesque et la spoliation du judaïsme d'Europe sous les nazis », mais seulement comme contribution au réétablissement de 500 000 survivants en Israël.
Le chancelier allemand Adenauer y répond le 27 septembre 1951 par un discours devant le Bundestag, où il déclare que « des crimes effroyables ont été perpétrés au nom du peuple allemand, qui nous imposent l'obligation de réparer moralement et matériellement ». Les négociations s'ouvrent à l'initiative de son gouvernement, que le public en Allemagne accueille avant indifférence ou ignorance ; seuls quelques Allemands militent en faveur de réparations, seule une poignée de sympathisants nazis s'y opposent, et dans la presse, seule la déclaration d'Adenauer de septembre 1951 reçoit une couverture significative. 
En Israël, les négociations avec l'Allemagne font au contraire l'objet d'un débat important. Elles sont rendues difficiles par l'opposition d'une grande partie de l'opinion publique, hostile au Wergeld teutonique, le prix du sang, et à l'idée qu'on puisse monnayer des millions de vies assassinées, voire au principe de réparations ; beaucoup rejettent même qu'on puisse négocier et s'accorder avec l'Allemagne. Le débat public est féroce. Encore en 2007, il était qualifié de « débat le plus dramatique, incisif, pénible, jamais tenu en Israël ».
Le président du Congrès juif mondial Nahum Goldmann conduit des négociations préliminaires, pour le gouvernement israélien et les organisations juives mondiales. Elles ne sont dirigées par le ministre israélien des Affaires étrangères Moshe Sharett qu'après l'autorisation de négociations directes donnée par le parlement israélien (15 février 1952). 
Les négociations officielles durent de mars à août 1952, à deux niveaux : entre le gouvernement allemand, représenté par Franz Böhm, et d'une part le gouvernement israélien, d'autre part la Jewish Claims Conference. Elles sont rompues en mai, lors de tentatives dilatoires de Böhm, qui va jusqu'à dire que « le gouvernement Adenauer, qui s'est solennellement engagé à réparer, dans la mesure du possible, n'aurait pas songé sérieusement à tenir parole ».
Elles reprennent le 24 juin à La Haye après une offre concrète du chancelier Adenauer. Elles se concluent le 27 août, puis le traité est signé le 10 septembre à Luxembourg par Adenauer et Sharett, pour entrer en vigueur le 27 mars 1953. Des déclarations subsidiaires sont faites à Wassenaar le 8 septembre.

## Contenu
« Considérant que des actes criminels inqualifiables ont été commis contre le peuple juif pendant le régime de tyrannie national-socialiste », l'accord prévoit le paiement à Israël par la République fédérale d'Allemagne (Allemagne de l'Ouest) d'une somme de 3 milliards de Deutsche Marks, plus 450 millions au bénéfice de la Conference on Jewish Material Claims Against Germany ; le tout équivalent à environ 820 millions de dollars de l'époque, payables par annuités : 200 millions DM les deux premières années, puis 9 annuités de 310 millions et d'une dixième de 260 millions.
L'accord, connu en allemand sous le nom de Wiedergutmachung, précise que les trois milliards sont en vue de l'achat et la fourniture de biens et services permettant à Israël d’accroître les possibilités d'installation et de relèvement des réfugiés juifs en Israël.
Les clauses ont effectivement été honorées.

## Allemagne de l'Est
L'Allemagne étant à l'époque divisée, Israël avait formulé une revendication de 500 millions de dollars contre l'Allemagne de l'Est, réitérée en 1954. Ce pays, protégé par l'URSS, n'y a pas répondu. Ses président et vice-président, Otto Grotewohl et Walter Ulbricht, firent des déclarations véhémentes condamnant le principe des réparations. 
L'Allemagne de l'Est n'a jamais montré la volonté de réparer. Aucune restitution de biens confisqués n'y a été organisée, même pour des biens apparents dont les anciens propriétaires étaient clairement identifiables.

## Dispositions particulières
Des dispositions de l’accord concernent la colonie des Templiers, Allemands installés en Palestine à la fin du XIXe siècle, dont une partie ont adhéré au nazisme et dont un tiers a été enfermé durant la Seconde Guerre mondiale en Australie. En avril 1948, les derniers sont transportés en Australie. L’Australie les soutient dans leurs demandes d’indemnisations pour leurs propriétés dans les villages de Sarona, Wilhelma, Betlehem et Waldheim. L’accord définitif d’indemnisation est signé en 1962.